# Philolema campoletisa
Philolema campoletisa är en stekelart som beskrevs av T.C. Narendran 1994. Philolema campoletisa ingår i släktet Philolema och familjen kragglanssteklar. Inga underarter finns listade i Catalogue of Life.